# Daniel L.D. Granger
Daniel Larned Davis Granger, född 30 maj 1852 i Providence, Rhode Island, död 14 februari 1909 i Washington, D.C., var en amerikansk politiker (demokrat). Han var ledamot av USA:s representanthus från 1903 fram till sin död.
Granger efterträdde 1901 William C. Baker som borgmästare i Providence och efterträddes 1903 av Augustus S. Miller.
Granger besegrade sittande kongressledamoten Melville Bull i kongressvalet 1902. År 1909 avled Granger i ämbetet.
Granger är begravd på Swan Point Cemetery i Providence.